# Чернясто
Черня́сто (бел. Чарня́ста) — озеро в Белоруссии, на территории Городокского района Витебской области в бассейне реки Ловать (протекает через озеро). Расположено в 40 км на северо-восток от города Городок, в 2 км от деревни Межа.
Площадь поверхности озера составляет 1,9 км², длина 2,1 км, наибольшая ширина 1,43 км. Максимальная глубина достигает 9 метров, средняя около 4,9 м. Площадь водосборного бассейна — 275 км². Высота над уровнем моря — 145,4 м. Объём воды — 0,00936 км³.
Котловина озера термокарстового типа. Склоны котловины на востоке крутые высотой 15—20 м, на западе пологие и низкие. Береговая линия образует 2 залива. Берега низкие и песчаные. Пойма заболоченная, шириной 10—15 метров. Литоральная зона шириной 10—15 м переходит в явно выраженную уступом сублитораль. Дно озера плоское, до глубины 2—3 м покрыто песком, глубже — глинистым илом. В восточном заливе дно покрыто слоем кремнезёмистого сапропеля. Озеро зарастает до глубины в 1,2 м полосой от 2 до 20 м вдоль берега. На озере остров площадью 0,008 км². Озеро проточное, эвтрофное. Впадают 3 ручья, и протекает река Ловать, соединяющая Чернясто с озером Сосно.
В озере обитают щука, лещ, окунь, судак, плотва и другие виды рыб. Встречаются раки.